# Баньйо-ді-Романья
Баньйо-ді-Романья (італ. Bagno di Romagna) — муніципалітет в Італії, у регіоні Емілія-Романья,  провінція Форлі-Чезена.
Баньйо-ді-Романья розташоване на відстані близько 220 км на північ від Рима, 90 км на південний схід від Болоньї, 45 км на південь від Форлі.
Населення — 6085 осіб (2014).
Щорічний фестиваль відбувається 15 червня. Покровителька — Богородиця Небовзята.

## Демографія
Населення за роками:

Станом на 1 січня 2023 року в муніципалітеті офіційно проживало 359 іноземців з 40 країн, серед них 147 громадян країн Євросоюзу та 52 громадяни України.

## Сусідні муніципалітети
- Бібб'єна
- К'юзі-делла-Верна
- Меркато-Сарачено
- Поппі
- Пратовеккьо-Стія
- Санта-Софія
- Сарсіна
- Вергерето